# Еолійський діалект
Еолійський діалект (Αἰολικός; званий також Лесбоська грецька) — лінгвістичний термін для позначення архаїчних грецьких субдіалектів, на яких говорили жителі Беотії (район центральної Греції), Еоліда (на заході Малої Азії), о-ва Лесбос (біля Малої Азії) та інших грецьких колоній.
Еолійський діалект зберіг безліч архаїзмів в порівнянні з іншими давньогрецькими діалектами (напр. Іонійсько-аттичним, дорійським, північно-західним і аркадо-кіпрським), однак і розвинув багато інновацій.
Еолійський діалект відомий як мова творів Сапфо і Алкея з Мітилени. Еолійська поезія найчастіше використовувала чотири класичних розміри, відомі як «еолійська метризована силабіка»: гліконей (основна еолійська строфа), фалеків вірш, сапфічний вірш і алкеїв вірш (всі розміри названі по іменах поетів).